# ニンバ山
ニンバ山(Mount Nimba、又はリチャード・モラール山、Mount Richard-Molard)は、コートジボワールとギニアの国境沿いに聳え立つ山である。標高は1,752mで、両国では最も高い場所である。この山は両国国境とリベリアの間に連なるニンバ山塊の一部をなしており、この山から最も近い集落はリベリア北部のイェケパである。
1944年から、リベリア領内を除いて、自然保護区に指定されている。現在180km2をカバーしているニンバ山厳正自然保護区は、熱帯雨林とサバンナを含んでおり、ユネスコの世界遺産にも登録されている。厳正自然保護区であるため、観光客の立ち入りは禁じられている。
ニンバ山には鉄鉱石が豊富に眠っているが、リベリア側ではリベリア内戦で鉱山が壊滅するまで集中的な採掘が行われてきた。
ニンバ山の名は1929年12月に訪れたセンペーレ、ザットラー、ミシェリスの探検隊が名付けた。また1951年にフランスの地理学者ジャックス・リチャード・モラールが山の敷地で事故で亡くなった事から彼の名に由来してリチャード・モラール山とも呼ばれる。